# Liste der Träger des Bayerischen Verdienstordens/W

## W
1. Adolf Philipp Wächter (1917–2013), Vorstand der Bayerischen Hypotheken- und Wechselbank (verliehen am 12. Juni 1980)
2. Udo Wachtveitl (* 1958), Schauspieler (verliehen am 20. Juli 2011)
3. Hermann Wacker, Ingenieur und Unternehmer (verliehen am 9. Juni 1969)
4. Friedrich Wagner (1887–1963), Direktor der Prähistorischen Staatssammlung (verliehen am 15. Dezember 1959)
5. Katharina Wagner (* 1978), Regisseurin (verliehen am 22. Juli 2019)
6. Oskar Wagner (1906–1989), Theologe und Kirchenhistoriker (verliehen 1967)
7. Richard Wagner (1893–1970), Physiologe (verliehen am 20. November 1959)
8. Eva Wagner-Pasquier (* 1945), Theater- und Musikmanagerin, ehem. Leiterin der Bayreuther Festspiele (verliehen am 13. Juli 2016)
9. Fritz Wagnerberger (1937–2010), Skirennläufer und Präsident des Deutschen Skiverbandes
10. Joachim Wahnschaffe (* 1941), Landtagsabgeordneter (verliehen am 20. Juni 2001)
11. Theo Waigel (* 1939), Bundesfinanzminister a. D.
12. Hans Walch, Studiendirektor a. D. (verliehen am 12. Juli 2004)
13. Karl Waldbrunner (1906–1980), Bundesminister für Verkehr und Elektrizitätswirtschaft der Republik Österreich (verliehen am 19. November 1960)
14. Christian Wallenreiter (1900–1980), Rundfunkintendant (verliehen 1964)
15. Dorothea Walter, (verliehen am 5. Juli 2023)
16. Ulrich Walter (* 1954), Astronaut (verliehen am 22. Juli 2019)
17. Herbert Walther (1935–2006), em. Ordinarius für Physik an der Ludwig-Maximilians-Universität München und ehem. Direktor am Max-Planck-Institut für Quantenoptik (verliehen am 17. Juli 2003)
18. Georg Waltner, Ministerialdirigent a. D. (verliehen am 9. Juni 1969)
19. Felix Wankel (1902–1988), Maschinenbauingenieur und Erfinder (verliehen 1973)
20. Otto Wanner (1919–2004), Kommunalpolitiker und Eishockeyfunktionär
21. Hans-Jürgen Warnecke (1934–2019), ehemaliger Präsident der Fraunhofer-Gesellschaft zur Förderung der angewandten Forschung (verliehen am 12. Juli 2004)
22. Andreas Warnke (* 1945), ehemaliger Direktor der Klinik und Poliklinik für Kinder- und Jugendpsychiatrie, Psychosomatik und Psychotherapie der Universität Würzburg (verliehen am 27. Juni 2018)
23. Gerhard Waschler (* 1957), Politiker (CSU), Abgeordneter des Bayerischen Landtags (verliehen am 27. Juni 2018)
24. Markus Wasmeier (* 1963), Sportler, Gründer des „Markus Wasmeier Bauernhof- und Wintersportmuseums Schliersee e. V.“ (verliehen am 11. Juli 2007)
25. Christine Weber (* 1954), Geschäftsführende Gesellschafterin der Molkerei Zott (verliehen am 11. Juli 2007)
26. Gerhard Weber (1898–1973), Mediziner für Pädiatrie (verliehen 1965)
27. Gertraud Weber (* 1959), Realschuldirektorin (verliehen am 12. Juli 2017)
28. Thomas Wechs (1893–1970), Architekt
29. Jürgen Wechsler (* 1955), Bezirksleiter der IG Metall Bayern (verliehen am 27. Juni 2018)
30. Ulrich Wechsler, Vorsitzender des Vorstandes der Stiftung Buch-, Medien- und Literaturhaus München (verliehen am 20. Juni 2001)
31. Eberhard Wecker (1923–2013), Professor, Vorstand des Instituts für Virologie an der Universität Würzburg (verliehen am 4. Juli 1991)
32. Ernst Weidenbusch (* 1963), Landtagsabgeordneter (verliehen am 12. Juli 2017)
33. Jakob Weidendorfer (1914–1998), Caritasdirektor des Bistums Eichstätt (verliehen 1979)
34. Wilhelm Weidinger (1939–2018), Vorsitzender beim Volksbund Deutsche Kriegsgräberfürsorge, Landesverband Bayern, ehemaliger Regierungspräsident (verliehen am 3. Juli 2013)
35. Klaus Weigert, Ministerialdirektor (verliehen am 12. Juli 2004)
36. Roland Weigert (* 1968), Landrat, Landtagsabgeordneter und Staatssekretär (verliehen am 5. Juli 2023)
37. Günter Weihrauch, Oberfinanzpräsident der OFD Nürnberg (verliehen am 15. Juli 1992)
38. Grete Weil (1906–1999), Schriftstellerin, Übersetzerin und Fotografin (verliehen 1996)
39. Anton Weilmaier (1920–1981), Bürgermeister und Landtagsabgeordneter (verliehen am 9. Juni 1969)
40. Bruno Weinberger (1920–2012), Geschäftsführendes Präsidialmitglied des Deutschen Städtetages
41. Josef Weimer, Landwirt und Kreistagsmitglied (verliehen am 15. Dezember 1959)
42. Hubert Weinzierl (1935–2025), Unternehmer, Vorsitzender des Bundes Naturschutz in Bayern e. V., Präsident des Deutschen Naturschutzringes e. V. (verliehen am 14. Juli 2005)
43. Hans Weiß (1919–2008), Politiker (verliehen 1964)
44. Manfred Weitlauff (* 1936), ehem. Ordinarius für Kirchengeschichte des Mittelalters und der Neuzeit an der Ludwig-Maximilians-Universität München (verliehen am 9. Juli 2009)
45. Alfred Weitnauer (1905–1974), Schriftsteller, Heimatpfleger, Historiker und Volkskundler im Allgäu (verliehen am 15. Dezember 1959)
46. Veit Welsch, 1. Vorsitzender des Verbandes der Holzwirtschaft und Kunststoffverarbeitung Bayern und Thüringen, Vizepräsident des Bundesverbandes erneuerbare Energien (verliehen am 29. Juli 2010)
47. Philipp Welte (* 1962), Journalist und Manager (verliehen am 5. Juli 2023)
48. Joseph Wendel (1901–1960), Kardinal, Erzbischof von München und Freising (verliehen am 20. Juni 1958)
49. Clemens Wendtner (* 1965), Arzt (verliehen am 13. Oktober 2022)
50. Paul Wilhelm Wenger (1912–1983), Journalist und Publizist
51. Wilhelm Wenning (* 1950), ehem. Regierungspräsident von Oberfranken und ehem. Oberbürgermeister von Fürth (verliehen am 27. Juni 2018)
52. Marianne Wenninger, Ehrenobermeisterin der Friseurinnung Augsburg (verliehen am 10. Oktober 2012)
53. Elmar Wepper (1944–2023), Schauspieler (verliehen am 9. Juli 2009)
54. Fritz Wepper (1941–2024), Schauspieler (verliehen am 13. Oktober 2022)
55. Peter Werndl (* 1947), Präsident des Oberlandesgerichts Bamberg (verliehen am 10. Oktober 2012)
56. Ingrid Werndl-Laue, Gründerin der „Ingrid-Werndl-Laue Stiftung“ (verliehen am 27. Juni 2018)
57. Günther Wess, Chemiker und wissenschaftlicher Geschäftsführer des Helmholtz Zentrums München (verliehen am 27. Juni 2018)
58. Kurt Wessel (1908–1976), Journalist (verliehen 1965)
59. Melchior Westhues (1896–1971), Professor und Senator (verliehen am 15. Dezember 1959)
60. Friedrich Wetter (* 1928), Kardinal (verliehen 1985)
61. Immolata Wetter CJ (1913–2005), Generaloberin der Maria-Ward-Schwestern (verliehen am 8. Juni 1977)
62. Fritz Wickenhäuser, Unternehmer, Professor (verliehen am 3. Juli 2013)
63. Katharina Wiedemann (* 1950), Unternehmerin (verliehen am 12. Juli 2017)
64. Dieter Wieland (* 1937), Dokumentarfilmer und Autor
65. Walburga Wieland, (verliehen am 5. Juli 2023)
66. Therese Wieser (1898–1976), Landwirtin und Fachlehrerin (verliehen am 15. Dezember 1959)
67. Otto Wiesheu (* 1944), Bayerischer Staatsminister für Wirtschaft, Verkehr und Technologie a. D., ehem. Vorstand der Deutschen Bahn AG
68. Gerhard Wilcke (1907–1986), Vorstandsvorsitzender der Bayerischen Motorenwerke (verliehen am 9. Juni 1969)
69. Joseph Wild (1901–1993), Präsident des Zentralverbandes des dt. Handwerks (verliehen 1966)
70. Horst Wildemann (* 1942), Professor für Wirtschaftswissenschaften an der TU München (verliehen am 5. Juli 2006)
71. Hans Wilden, Unternehmer (verliehen am 17. Juli 2003)
72. Ulrich Wilhelm (* 1961), Intendant des Bayerischen Rundfunks (verliehen am 3. Juli 2013)
73. Marianne Wille, Gesellschafterin der Alois Dallmayr KG (verliehen am 8. Juli 2021)
74. Ben Willikens (* 1939), Künstler, Rektor der Kunstakademie München a. D. (verliehen am 5. Juli 2006)
75. Dietmar Willoweit (1936–2023), Rechtswissenschaftler, Professor (verliehen am 20. Juli 2011)
76. Klaus Wilms (* 1939), em. Ordinarius für Innere Medizin II und ehem. Direktor der Medizinischen Poliklinik der Julius-Maximilians-Universität Würzburg (verliehen am 14. Juli 2005)
77. Hermann Wimmer (* 1936), Bundestagsabgeordneter (verliehen am 4. Juli 1991)
78. Johann Wimmer (1921–2004), Landtagsabgeordneter (verliehen am 9. Juni 1969)
79. Thomas Wimmer (1887–1964), Münchner Oberbürgermeister von 1948 bis 1960 (verliehen 1958)
80. Irene Winckelmann, Seniorenbetreuerin (verliehen am 4. Juli 1991)
81. Renate Windisch, Ehrenvorsitzende des Bundesverbandes Deutsche Epilepsievereinigung e. V., ehem. Sonderschullehrerin (verliehen am 13. Juli 2016)
82. Ute Winkler-Stumpf, Hilfsaktion Noma e. V. (verliehen am 12. Juli 2017)
83. Georg Winter (* 1951), Politiker (verliehen 2008)
84. Paul Winter (1894–1970), Komponist und Musikschriftsteller (verliehen 1969)
85. Peter Winter (* 1954), Landtagsabgeordneter (verliehen am 12. Juli 2017)
86. Claus Winterstein (1906–1984), Chef des Protokolls im Ministerium für Auswärtige Angelegenheiten der Republik Österreich (verliehen am 19. November 1960)
87. Wilhelm Winterstein (1930–2024), Privatbankier und Mäzen
88. Amanda Winkler, (verliehen am 5. Juli 2023)
89. Gerhard Winklhofer, Unternehmer (verliehen am 12. Juli 2004)
90. Eugen Wirsching, ehemaliges Mitglied der Fa. Ackermann-Göggingen AG (verliehen am 4. Juli 1991)
91. Otto Wirthensohn, Ehrenpräsident des Deutschen Jugendherbergswerks Landesverband Bayern e. V. (verliehen am 9. Juli 2009)
92. Karl Wißpeintner (* 1946), Unternehmer, Ehrensenator der Technischen Hochschule Deggendorf (verliehen am 12. Juli 2017)
93. Waltraud Wistuba, Unternehmerin, Bundesmodewartin (verliehen am 9. Juli 2009)
94. Hella Witte, (verliehen am 5. Juli 2023)
95. Georg J. Wittenstein, Herzchirurg (verliehen am 17. Juli 2003)
96. Elisabeth Wittmann, Rektorin (verliehen am 14. Oktober 2015)
97. Helmut Wittmann (* 1944), Vizepräsident des Deutschen Jugendherbergswerks Landesverband Bayern e. V. (verliehen am 12. Juli 2017)
98. Josef Wittmann, Landesvorsitzender des Weißen Rings Bayern Nord, Polizeidirektor a. D. (verliehen am 13. Juli 2016)
99. Reinhard Wittmann (* 1945), Buchhandels- und Verlagshistoriker (verliehen am 12. Juli 2017)
100. Simon Wittmann (* 1947), Landrat (verliehen am 9. Juli 2009)
101. Edith Wölfl, (geb.1949) Schulleiterin der Wichern-Schule, Förderzentrum für emotionale und soziale Entwicklung (verliehen am 13. Oktober 2022)
102. Max Woelfle (1902–1977) Ministerialdirektor, Leiter der Ministerialforstabteilung von 1954 bis 1967 (verliehen am 23. Juni 1962)
103. Ludwig Woerner, Ingenieur, Teilhaber der Firma Sager & Woerner (verliehen am 15. Dezember 1959)
104. Otto Woerner, Präsident der Bayerischen Landesboden-Kreditanstalt (verliehen am 15. Dezember 1959)
105. Cornelia Wohlhüter, Vorsitzende des Seniorenbeirats und Familienbeauftragte der Stadt Deggendorf, Journalistin (verliehen am 17. Dezember 2014)
106. Verena Wohlleben (* 1944), Bundestagsabgeordnete (verliehen am 12. Juli 2004)
107. Dagmar Wöhrl (* 1954), Mitglied des Deutschen Bundestages, Parlamentarische Staatssekretärin beim Bundesminister für Wirtschaft und Technologie (verliehen am 9. Juli 2009)
108. Hans Rudolf Wöhrl (* 1947), Unternehmer (verliehen am 29. Juli 2010)
109. Dietrich Wolf (* 1939), Ministerialdirektor, Amtschef im Bayerischen Staatsministerium der Finanzen (verliehen am 15. Juli 1992)
110. Franz Wolf (1889–1972), Bezirksleiter des Deutschen Gewerkschaftsbundes und Landtagsabgeordneter (verliehen am 15. Dezember 1959)
111. Hanna Wolf (* 1936), Bundestagsabgeordnete (verliehen 2002)
112. Leonhard Wolf (1897–1983), Vorstandsvorsitzender der Bayernwerk AG (verliehen am 15. Dezember 1959)
113. Hans Wölfle, Landwirt (verliehen am 13. Juli 2016)
114. Sophie Wolfrum, (verliehen am 22. Juli 2019)
115. Karl Wolkenau (1875–1967), Dompropst, Generalvikar (verliehen am 15. Dezember 1959)
116. Hans-Joachim Wolter, Unternehmer, Vorstandsvorsitzender der Vereinigung der Bayerischen Schuhfabriken e. V. (verliehen am 9. Juli 2009)
117. Hans Wormser, Präsident des Landesverbandes Bayerischer Transport- und Logistikunternehmen (LBT) e. V., Unternehmer (verliehen am 14. Oktober 2015)
118. Ludwig Wörner (* 1948), Mitglied des Bayerischen Landtags (verliehen am 10. Oktober 2012)
119. Frank Wössner (1941–2020), Manager
120. Sabina R. Wullstein (* 1934), Ärztin, Mäzenin (verliehen am 20. Juni 2001)
121. Thomas Wustrow, Arzt und Experte für Hals-Nasen-Ohren-Heilkunde (verliehen am 14. März 2022)
122. Katrina Wüst, (verliehen am 22. Juli 2019)
123. Josef Wutz, (verliehen am 5. Juli 2023)
124. Manfred Wutzlhofer (* 1944), Vorsitzender der Geschäftsführung der Münchener Messe- und Ausstellungsgesellschaft mbH (verliehen am 9. Juli 2009)